# توماس هارت بنتون (رسام)
توماس هارت بنتون (بالإنجليزية: Thomas Hart Benton (painter))‏ (و. 1889 – 1975 م) هو رسام، وبروفيسور (أستاذ جامعي) من الولايات المتحدة الأمريكية .

## التعليم
تعلم في أكاديمية جوليان.

## روابط خارجية
- توماس هارت بنتون على موقع الموسوعة البريطانية (الإنجليزية)
- توماس هارت بنتون على موقع ميوزك برينز (الإنجليزية)
- توماس هارت بنتون على موقع إن إن دي بي (الإنجليزية)